# Glucydur
Glucydur ist eine Legierung aus Kupfer, Beryllium und Eisen. Diese Legierung hat besondere mechanische Eigenschaften. Glucydur ist antimagnetisch, resistent gegen Korrosion, besitzt eine Härte von 400 Brinell und einen niedrigen Wärmeausdehnungskoeffizienten.
Die Legierung wird wegen ihrer Elastizität und Stabilität meistens für monometallische Unruhen als Teil des Gangreglers in Uhrwerken von Armband- oder Taschenuhren verwendet.
Das Wort setzt sich aus dem französischen Wörtern Glucinium (eine alte Bezeichnung für Beryllium) und dur (franz. für hart) zusammen.